# متلازمة هيدانتوين الجنينية
متلازمة هيدانتوين الجنينية، تسمى أيضاً بمتلازمة ديلانتين الجنينية، هي مجموعة من التشوهات تصيب الجنين في مرحلة النمو عن طريق التعرض للتأثيرات المسخية لدواء الفينيتوين، ولدى دواء فينيتوين الصوديوم مسمى أكثر شهرة في الولايات المتحدة الأمريكية وهو الديلانتين، والذي يستخدم عادة في علاج مرض الصرع.
متلازمة هيدانتوين الجنينية لها مسميات أخرى مثل متلازمة هيدانتوين الخلقية والاعتلال الجنيني بالديلانتين والاعتلال الجنيني بالفينيتوين، وأُقترح وجود علاقة بين المتلازمة وإنزيم إيبوكسيد هيدرولاز.

## العلامات والأعراض
يعاني حوالي ثلث الأطفال الذين تتناول أمهاتهم هذا الدواء أثناء الحمل عادةً من محدودية النمو داخل الرحم والذي ينتج عنه رأس صغير الحجم ويصابون بتشوهات طفيفة في السمات القحفية الوجهية مثل صغر الرأس والتخلف العقلي، وعيوب في الأطراف وتشمل عيوب في السلاميات القاصية (وهي العظام الموجودة عند أطراف أصابع اليد والقدم) والأظافر ناقصة التنسج (وهي الأظافر التي لم يكتمل نموها) (عيوب خلقية)، وقد تظهر عند هؤلاء الأطفال عيوب في القلب وتشمل عيب الحاجز البطيني وعيب الحاجز الأذيني والقناة الشريانية السالكة وتضيق الأبهر، وسيكون لدى عدد قليل من الأطفال مشاكل وتأخر في النمو أو سيعانون من الإعاقة الذهنية.
قد يعاني هؤلاء الأطفال أيضًا من أمراض القلب والشفة الأرنبية.

## التشخيص
لا يوجد اختبار تشخيصي يمكنه تحديد متلازمة هيدانتوين الجنينية، بل يتم إجراء التشخيص سريريًا بناءً على تحديد الأعراض المميزة لدى الرضيع المصاب بالتزامن مع تاريخ من التعرض للفينيتوين أثناء الحمل، ومن المهم ملاحظة أن غالبية الأطفال المولودين لأمهات يتناولن دواء الفينيتوين أثناء الحمل لن يصابوا بمتلازمة هيدانتوين الجنينية.

## العلاج
يتم تركيز علاج متلازمة هيدانتوين الجنينية على الأعراض المحددة البارزة في كل فرد، وقد يتطلب العلاج جهودًا منسقة لفريق من المتخصصين، بحيث قد يحتاج أطباء الأطفال وجراحو الفم وجراحو التجميل وأطباء الأعصاب وعلماء النفس وغيرهم من المتخصصين في الرعاية الصحية إلى التخطيط بشكل منهجي وشامل لعلاج الطفل المصاب، ويمكن للأطفال المصابين بمتلازمة هيدانتوين الجنينية الاستفادة من التدخل النمائي المبكر لضمان بلوغ الأطفال المصابين كامل إمكانياتهم ، وقد يستفيد الأطفال المصابون من العلاج الوظيفي والعلاج الجسدي وتقويم النطق، وقد تكون الطرق المختلفة للعلاج التأهيلي والسلوكي مفيدة، وقد يكون هناك حاجة إلى خدمات طبية واجتماعية و/أو مهنية إضافية، ويعتبر الدعم النفسي لجميع أفراد الأسرة ضروري أيضًا.
عند وجود الشفة الأرنبية و/أو الحنك المشقوق، يمكن استخدام الجهود المنسقة لفريق من المتخصصين للتخطيط لعلاج الطفل المصاب وإعادة تأهيله، ويمكن تصحيح الشفة الأرنبية جراحيًا، حيث يقوم الجراحون عادةً بإصلاح الشفة عندما يكون الطفل رضيعًا، وتكون الجراحة الثانية ضرورية أحيانًا لأغراض تجميلية عندما يكون الطفل أكبر سناً، ويمكن إصلاح الحنك المشقوق عن طريق الجراحة أو تغطيته بجهاز اصطناعي (طرف اصطناعي) الذي يغلق أو يسد الفتحة في الحنك، ويمكن إجراء الإصلاح الجراحي على مراحل أو في عملية واحدة، حسب طبيعة العيب وشدته، وعادة ما يتم تحديد موعد أول جراحة للحنك عندما يكون الطفل في مرحلة تعلم المشي.